# Brett (serie televisiva)
Brett è una serie televisiva britannica in 19 episodi trasmessi per la prima volta nel corso di una sola stagione nel 1971.

## Personaggi e interpreti
- Brett (19 episodi, 1971), interpretato da Patrick Allen.
- Nick Brunel (7 episodi, 1971), interpretato da Robin Bailey.
- William Saxby (6 episodi, 1971), interpretato da Peter Bowles.
- Spencer (6 episodi, 1971), interpretato da Michael Hawkins.
- Rogers (6 episodi, 1971), interpretato da Hugh Cross.
- Lois (5 episodi, 1971), interpretata da Jean MacFarlane.
- Françoise Brett (4 episodi, 1971), interpretato da Hannah Gordon.
- Wilson (4 episodi, 1971), interpretato da Tom Watson.
- Treville (4 episodi, 1971), interpretato da Noel Willman.
- Caroline Fleming (3 episodi, 1971), interpretata da Judith Arthy.
- Howard K. Fleming (3 episodi, 1971), interpretato da Clive Revill.
- Ufficiale della prigione (3 episodi, 1971), interpretato da Michael Earl.
- Prigioniero (3 episodi, 1971), interpretato da Raymond Brody.

## Produzione
La serie fu prodotta da British Broadcasting Corporation e girata a Malta.

### Registi
Tra i registi sono accreditati:
- Jonathan Alwyn in 4 episodi (1971)
- Peter Graham Scott in 3 episodi (1971)
- Paul Ciappessoni in 2 episodi (1971)
- David Cunliffe in 2 episodi (1971)
- John Frankau in 2 episodi (1971)
- Joan Kemp-Welch in 2 episodi (1971)
- Lennie Mayne in 2 episodi (1971)

### Sceneggiatori
Tra gli sceneggiatori sono accreditati:
- Michael J. Bird in 5 episodi (1971)
- Elwyn Jones in 4 episodi (1971)
- John Lewis in 3 episodi (1971)
- Donald Bull in 2 episodi (1971)
- Compton Bennett in un episodio (1971)
- Derek Glynne in un episodio (1971)

## Distribuzione
La serie fu trasmessa nel Regno Unito dal 19 aprile 1971 al 23 agosto 1971 sulla rete televisiva BBC One.

## Episodi
| Stagione       | Episodi | Prima TV Regno Unito |
| -------------- | ------- | -------------------- |
| Prima stagione | 19      | 1971                 |